# L'Équipage (film, 1980)
Pour les articles homonymes, voir L'Équipage.
Pour plus de détails, voir Fiche technique et Distribution.
L'Équipage (en russe : Экипаж, Ekipazh) est un film réalisé par Alexander Mitta, produit par Mosfilm et sorti en 1980. Inspiré du film Airport, c'est le premier film catastrophe produit en Union soviétique.

## Synopsis
L'action se déroule en URSS à la fin des années 1970. Les héros du film - équipage de l'avion Tu-154 de la compagnie Aeroflot, effectuent des vols internationaux.
Le commandant Andrei Timtchenko fait face à des problèmes familiaux - Natacha, sa fille étudiante, est tombée enceinte, elle décide de garder l'enfant, mais refuse de se marier avec son compagnon.
Le second pilote de l'équipage Mikhaïl se trouve interdit de vols après une visite médicale de routine obligatoire.
Un autre membre d'équipage, le mécanicien de vol Igor Skvortsov entame une relation tumultueuse avec la nouvelle hôtesse de l'air Tamara, petite-fille d'un vieil ami d'Andrei Timtchenko. Timtchenko entre en conflit avec Skvortsov au sujet de Tamara, il estime que Skvortsov se conduit de façon irresponsable. Igor Skvortsov rencontre à Moscou Valentin Nenarokov, un ancien membre de leur équipage, devenu pilote d'hélicoptère. Ce dernier se trouve en instance de divorce avec sa femme Alevtina et supporte difficilement la séparation d'avec son fils Alik. Malgré le différend qui les oppose Skvortsov lors d'un entretien avec son commandant lui demande d'aider Valentin à revenir sur les vols internationaux. Andrei Timtchenko accède à cette requête et prend Nenarokov comme second pilote.
L'équipage avec le nouveau second pilote, Nenarokov, vient chercher les ouvriers soviétiques dans la ville (fictive) de Bidri, dans le sud-est de la partie européenne de l'Union soviétique, touchée par un tremblement de terre. À l'aéroport la panique se fait sentir. La piste s'avère endommagée, il est impossible de décoller. Au même moment, une coulée de boue, provoquée par des secousses, détruit la raffinerie, située dans les montagnes et les flots de pétrole en flammes se dirigent vers l'aéroport. Timchenko décide de décoller en utilisant la voie de circulation comme piste et sauve l'avion in extremis.
Mais au moment de décollage une colonne d'éclairage s'abat sur l'appareil et cause plusieurs dommages, les commandes de vol sont partiellement bloquées et une fissure se forme dans le fuselage. Nenarokov et Skvortsov parviennent à libérer les commandes de vol, mais la fissure sur le fuselage continue de s'agrandir. En raison du manque de carburant, le commandant décide d’atterrir à l’aéroport de Moscou-Cheremetievo, malgré des conditions météorologiques défavorables. La-bas, tout est prêt pour une réception d'urgence. En phase finale d'atterrissage, la queue de l'appareil se détache, mais l’incendie est enrayé par les secours.
L'équipage subit un examen médical et Timtchenko à son tour se retrouve suspendu de vols. Il fait une crise cardiaque. À l'hôpital, il reçoit la visite des membres de son équipage et de sa fille Natacha et de sa petite-fille. Igor Skvortsov lui annonce son futur mariage avec Tamara, alors que Valentin Nenarokov ne cache pas sa sympathie pour Natacha. L'expérience de la catastrophe les a tous rapprochés. Dans les dernières images du film on voit un avion montant vers le ciel et on entend la voix de Tamara qui s'adresse au commandant Valentin Nenarokov.

## Fiche technique
Sauf indication contraire, les informations mentionnées dans cette section peuvent être confirmées par la base de données cinématographiques IMDb,  présente dans la section « Liens externes ».
- Titre français : L'Équipage[1] ou L'Équipage du 747
- Titre original : en russe : Экипаж
- Réalisation : Alexandre Mitta
- Scénario : Alexandre Mitta, Youli Dounski, Valeri Frid
- Photographie : Valeri Chouvalov
- Direction artistique : Anatoli Kouznetsov
- Musique : Alfred Schnittke
- Chef d'orchestre : Mark Ermler
- Son : Viatcheslav Karassev, Ekaterina Popova
- Directeur du tournage : Boris Kristuhl
- Production : Mosfilm
- Pays de production : URSS
- Durée : 124 minutes
- Genre : film catastrophe
- Langue : russe
- Sortie :
  - Union soviétique : 12 mai 1980

## Distribution
- Gueorgui Jjionov : Andrei Timchenko, capitaine (voix : Oleg Bassilachvili)
- Anatoli Vasilev : Valentin Nenarokov
- Leonid Filatov : Igor Skvortsov, ingénieur de vol
- Aleksandra Iakovleva-Aasmyae : Tamara, hôtesse de l'air (comme Aleksandra Iakovleva)
- Irina Akoulova : Alevtina, femme de Nenarokov
- Ekaterina Vassilieva : la femme de Timchenko
- Komaki Kurihara : Kumiku Marimitsu
- Youri Gorobets : Mikhail
- Aleksandr Pavlov (ru) : le navigateur
- Galina Gladkova : Natasha, la fille de Timchenko
- Ivan Ryjov : Ivan Petrovich, ami de Timchenko
- Elena Koreneva : Nonna
- Maria Skvortsova : mère d'Alevtina